# 타와레트
타와레트(Taweret, Taurt, Tuat, Taueret, Tuart, Ta-weret, Tawaret, Taueret, Θουέρις, Thoeris, Toeris)는 고대 이집트 신화에 등장하는 분만과 다산, 별의 여신이다. 악의 신인 아펩의 부인으로도 서술된다. 이집트 고왕국 시대 초기에 신앙이 시작된 타와렛은 '자비로운 여신'으로 간주되었다.